# Ophiozonoida brevipes
Ophiozonoida brevipes är en ormstjärneart som först beskrevs av Yin-Xia Liao 1978.  Ophiozonoida brevipes ingår i släktet Ophiozonoida och familjen Ophiolepididae. Inga underarter finns listade i Catalogue of Life.